# Acacia glandulosa
Acacia glandulosa é uma espécie de leguminosa do gênero Acacia, pertencente à família Fabaceae.